# تيكيرت (آيت زينب)
تيكيرت هي إحدى مشيخات المملكة المغربية، تتبع جغرافيا لإقليم ورززات وإداريًا لآيت زينب. يقدر عدد سكانها بـ 3432 نسمة حسب الإحصاء الرسمي للسكان والسكنى لسنة 2004.